# 湘潭华溪蟹
湘潭华溪蟹（学名：Sinopotamon xiangtanense）为溪蟹科华溪蟹属的动物。在中国大陆，分布于湖南等地，多生活于淡水环境。该物种的模式产地在湖南湘潭。